# Brave New World (album, Iron Maiden)
Brave New World je dvanácté album britské heavy metalové skupiny Iron Maiden, které vyšlo 30. května 2000 přes vydavatelství EMI. První album po návratu zpěváka Bruce Dickinsona a kytaristy Adriana Smitha, kdy se skupina poprvé představuje v sestavě se třemi kytaristy.
V britském žebříčku alb se umístilo na 7. místě a získalo certifikaci Gold prodaných alb (100 000 kopií). Album obsadilo přední místa v dalších evropských žebříčkách. Na žebříčku Billboard 200 skončilo až na 39. místě a obdrželo velmi pozitivní recenze. Na posledním koncertu turné k této desce byl pořízen živý záznam „Rock In Rio“, který vyšel na CD a DVD v roce 2002. 
Název alba je inspirován stejnojmenným antiutopickým románem (v češtině vyšel pod názvem Konec civilizace) Aldouse Huxleyho, jehož název je citátem ze Shakespearovy Bouře a v překladu znamená Krásný nebo Báječný nový svět.

## Singly
- The Wicker Man / Man On The Edge (Live) (vydáno 8. 5. 2000)
- Out Of The Silent Planet / Wasted Years (Live) (vydáno 23. 10. 2000).

## Seznam skladeb
Pokud není uvedeno jinak, autorem všech skladeb je Steve Harris.
| Pořadí | Název                             | Autor                         | Délka |
| ------ | --------------------------------- | ----------------------------- | ----- |
| 1.     | The Wicker Man                    | Adrian Smith, Bruce Dickinson | 4:35  |
| 2.     | Ghost of the Navigator            | Janick Gers, Dickinson        | 6:50  |
| 3.     | Brave New World                   | Dave Murray, Dickinson        | 6:18  |
| 4.     | Blood Brothers                    |                               | 7:14  |
| 5.     | The Mercenary                     | Gers                          | 4:42  |
| 6.     | Dream of Mirrors                  | Gers                          | 9:21  |
| 7.     | The Fallen Angel                  | Smith                         | 4:00  |
| 8.     | The Nomad                         | Murray                        | 9:05  |
| 9.     | Out of the Silent Planet          | Gers, Dickinson               | 6:25  |
| 10.    | The Thin Line Between Love & Hate | Murray                        | 8:27  |

## Sestava
- Bruce Dickinson - zpěv
- Dave Murray - kytara
- Janick Gers - kytara
- Adrian Smith - kytara, doprovodný zpěv
- Steve Harris - baskytara, doprovodný zpěv, klávesy
- Nicko McBrain - bicí